# رزیدنت ایول ۳: نمسیس
رزیدنت ایول ۳: نمسیس (به انگلیسی: Resident Evil 3: Nemesis) سومین قسمت از مجموعه بازی‌های ویدئویی رزیدنت ایول است، که در ژاپن با نام بایوهزرد ۳: آخرین فرار (ژاپنی: バイオハザード3 ラストエスケープ هپبورن: Baiohazādo Surī Rasuto Esukēpu) منتشر شد. این بازی توسط شرکت کپ‌کام و در سبک ترس و بقا ساخته شده و توسط ناشرین گوناگونی چون کپ‌کام، گروه ویرجین، آیدوس و نینتندو عرضه شده است. نسخه‌های انگلیسی این بازی به ترتیب نخستین‌بار در ۱۱ نوامبر ۱۹۹۹ برای پلی‌استیشن، در ۱۶ آوریل ۲۰۰۱ برای مایکروسافت ویندوز، در ۱۷ نوامبر ۲۰۰۰ برای کنسول دریم‌کست و در ۱۴ ژانویه ۲۰۰۳ برای نینتندو گیم‌کیوب به بازار عرضه شد. این بازی همچنین در ۳ دسامبر ۲۰۰۹ قابلیت بازی در پلی‌استیشن نتورک پلی‌استیشن ۳ را نیز پیدا کرد.
داستان رزیدنت ایول ۳ در تداخل زمانی و مکانی با داستان رزیدنت ایول ۲ قرار دارد و از ۲۸ سپتامبر سال ۱۹۹۸ آغاز و تا ۱ اکتبر همان سال یعنی در مدت سه روز و در شهر راکون به وقوع می‌پیوندد. شخصیت اصلی بازی جیل ولنتاین بوده که در قسمت اول سری بازی‌های رزیدنت ایول نیز حضور داشته است. جیل اینک پس از هجوم همه جانبهٔ زامبیها به خانه‌اش، باید راهی برای خروج از شهر پیدا کند. در جریان این تلاش، او با رخدادهای پیش‌بینی نشده‌ای مواجه می‌شود که باید از هریک، به نوعی سربلند بیرون آید. شرکت آمبرلا، اینک برای جلوگیری از افشاسازی‌های اعضای گروه استارز، یک تایرانت به نام نمسیس را به شهر راکون می‌فرستد، تا با این کار، اعضای گروه استارز را نابود کند. اما جیل به عنوان یکی از اعضای استارز پس از چندین نبرد با نمسیس، او را نابود کرده و از شهر فرار می‌کند.
از نکات بارز این بازی گرافیک خوب و داستان جذاب و خصوصاً جو گیرای آن است که شدیداً حس دلهره را در بازیکن تحریک می‌کند. قسمت بعدی بازی که با نام رزیدنت ایول ۴ عرضه شد، تغییرات بسیاری را به خود دید که این موضوع باعث رنجش طرفداران این سری شد، ولی سری رزیدنت ایول، خصوصاً همین شماره و شمارهٔ چهارم قطعاً یکی از بزرگ‌ترین گسترش دهندگان گیم‌پلی سوم شخص در دهه‌های ۱۹۹۰ و ۲۰۰۰ به حساب می‌آیند. رزیدنت ایول ۳: نمسیس، در مجموع با نقدهای مثبت فراوانی، به خصوص در نسخهٔ عرضه شده برای پلی‌استیشن مواجه گشت. وبگاه گیم‌اسپات پیشرفت‌های فنی این بازی را با توجه به دو نسخهٔ پیشین، بسیار عالی توصیف کرد. آی‌جی‌ان نیز در یادداشتی از Doug Perry، این بازی را در مجموع یک بازی بسیار خوب عنوان کرده و تصریح نمود که این بازی ترکیبی عالی از یک داستان ستودنی، گیم‌پلی گیرا و طراحی فنی خوب است. نسخه‌ای بازسازی شده که به سادگی تحت عنوان رزیدنت ایول ۳ شناخته می‌شود، در آوریل سال ۲۰۲۰ برای پلت‌فرم‌های مایکروسافت ویندوز، پلی‌استیشن ۴، و ایکس‌باکس وان منتشر شد.
این بازی تا ۳۱ مارس ۲۰۱۱ به عنوان ششمین بازی پرفروش تاریخ شرکت کپ‌کام با ۳٫۵ میلیون نسخه اعلام شد.

## گیم‌پلی
مکان رخدادهای داستان این بازی، در شهر راکون است. این درحالی است که بازی پیشین این سری نیز در همین شهر روایت شده بود؛ اما تفاوت‌ها و شباهت‌هایی در موقعیت‌های مکانی، در دوبازی وجود دارد. شخصیت اصلی بازی جیل ولنتاین بوده که پیش‌تر و در رزیدنت ایول ۱ حضور داشت. او پس از نجات از عمارت اسپنسر اینک شهر محل سکونت خود را در حال طغیان می‌بیند و باید به هر شکل ممکن، خود را از شهر خارج کند. دشمنان همیشگی بازیباز در مسیر خروج از شهر، زامبی‌ها هستند. آن‌ها شهروندانی هستند که به ویروس تی مبتلا شده و به موجوداتی خون‌آشام تبدیل شده بودند. از دیگر دشمنان بازی، می‌توان به موجوداتی به نام، هانتر، عنکبوت زامبی، سگ‌های زامبی، زالوهای خون‌آشام، کلاغ‌های خون‌آشام و سرانجام نمسیس اشاره داشت. این مهاجمان به شیوه‌های مختلفی به شخصیت قابل کنترل حمله می‌کنند؛ مکیدن خون و آسیب رساندن فیزیکی، از جمله این حمله‌ها است. بازیباز پس از کاهش خط عمر پس از هربار حملهٔ موفق دشمنان، می‌تواند با مصرف گیاهان و آیتم‌های دارویی، سلامتی خود را بهبود ببخشد. زاویهٔ دوربین این بازی نیز همانند دو بازی پیشین، نمای سوم شخص است. از ویژگی‌های جدید که به سازوکار کنترل شخصیت اضافه شده است، ویژگی چرخش ۱۸۰ درجه‌ای با دکمه‌هایی ترکیبی، شامل دکمهٔ دویدن و جهت عقب است که برای نخستین بار از این بازی، به این سری افزوده شد. از دیگر ویژگی‌های جدید کنترل حرکت در این بازی، افزوده شدن چند حالت برای هدف‌گیری است که راحت‌تر از نسخه‌های پیشین، مراحل هدف‌گیری و انهدام مهاجمان، انجام می‌پذیرد.

انجام دو واکنش متفاوت در برابر تهدیدات نمسیس

دیگر ویژگی جدید کنترل، اجازه انجام دو واکنش متفاوت در برابر تهدیدات مهاجمان در بازی است که پیش‌تر و در نسخه‌های پیشین، چنین امکانی وجود نداشت. این ویژگی، با اجازه دادن به بازیباز، برای انتخاب دو حالت در برابر یک تهدید است که معمولاً راه فرار یا راه مبارزه را برای انتخاب، دراختیار بازیباز قرار می‌دهد.

مبارزه با مهاجمان در این بازی نیز، همانند سایر نسخه‌های این سری، با انواع سلاح‌های سرد و گرم انجام می‌پذیرد. چاقو، انواع اسلحه‌های دستی گرم و اسلحه‌های سنگین، که باید آن‌ها را به مرور و در مکان‌های خاصی از بازی به دست آورد یا برای برخی اسلحه‌ها، نیاز هست یک یا چند بار بازی را به پایان رساند، تا سلاح مورد نظر، برای استفاده آزاد شود. شیوهٔ ذخیرهٔ بازی نیز همانند بازی‌های پیشین، توسط یک دستگاه ماشین تحریر انجام می‌پذیرد؛ که برای هر بار ذخیره، نیاز به یک واحد جوهر تحریر می‌باشد. همانند نسخه‌های پیشین این بازی و بسیاری از بازی‌های سبک ترس و بقا، معماهای فراوانی در این بازی وجود دارد که درجه‌های سختی متفاوتی دارند. همچنین آیتم‌های گوناگونی برای پیشبرد بازی وجود دارد که به دست آوردن برخی از آن‌ها، برای پیشبرد بازی الزامی است؛ کلیدها و آیتم‌های راه‌گشا نقشه‌ها، اسلحه‌ها و آیتم‌های بازیابی سلامتی از آن جمله‌اند. این آیتم‌ها در مکان‌های خاصی از بازی وجود دارد. بازیباز با برداشتن هریک از این آیتم‌ها، یک فضای خالی را از صفحهٔ محتویات اشغال می‌کند. صفحهٔ محتویات، محدود به چند فضای خالی است که در حالت کمینه (بازی در حالت سخت) هشت فضای خالی و در حالت بیشینه، (بازی در حالت آسان) ده فضای خالی وجود دارد. آیتم‌های اضافی، باید در یک صندوق، به نام صندوقچهٔ آیتم قرار گیرد. صندوقچهٔ آیتم‌ها و دستگاه ماشین تحریر، معمولاً در کنار یکدیگر و در اتاق‌هایی به نام اتاق ایمن قرار دارند. این اتاق‌ها معمولاً خارج از دسترس مهاجمان قرار دارند.

این بازی درجه‌های سختی گوناگونی داشته و از درجاتی چون آسان، متوسط و سخت تشکیل می‌شود. تفاوت اصلی این درجه‌ها، میزان جان‌سختی مهاجمان، میزان محدودیت در استفاده از آیتم‌هایی چون اسلحه‌ها، خشاب‌ها و آیتم‌های سلامتی بخش است. همچنین با به پایان رساندن بازی در درجه‌های مختلف، آیتم‌ها، ویژگی‌ها و بازی‌های جایزه‌ای جدید نیز برای استفاده آزاد می‌شوند. کلید ورود به بوتیک برای تغییر لباس شخصیت، آزاد شدن پرونده‌هایی اختصاصی به نام پایان مقاله، آزاد شدن بازی‌های کوتاهی مانند بازی مزدوران که در آن سه شخصیت کارلوس اولیویرا، نیکولای گینوائیف و میخائیل ویکتور باید در یک بازه زمانی محدود، از میان مهاجمان بسیار زیادی خود را به مکانی از پیش تعیین شده برسانند. این بازی کوتاه اما پولی بوده و با پول به دست آمده، می‌توان به ارتقاء وضعیت شخصیت موردنظر پرداخت.

## داستان
داستان رزیدنت ایول ۳ در تداخل زمانی و مکانی با داستان رزیدنت ایول ۲ قرار دارد و از ۲۸ سپتامبر سال ۱۹۹۸ آغاز و تا ۱ اکتبر همان سال یعنی در مدت سه روز و در شهر راکون به وقوع می‌پیوندد.
آغاز رخدادهای این بازی، یک روز پیش از رخدادهای بازی رزیدنت ایول ۲ و پایان داستان آن، دو روز پس از رویدادهای بازی رزیدنت ایول ۲ است. شهر راکون در طغیان ویروس تی است و جیل که از افسران پیشین گروه استارز بود؛ در تلاش است تا از شهر فرار کند. در جریان این تلاش، او با کارلوس اولیویرا که یکی از اعضای تیم یو.بی.سی.اس است ملاقات می‌کند. آمبرلا، برای مهار طغیان و نجات بازماندگان و پژوهشگران خود در شهر راکون، تیمی از یو.بی.سی.اس را در این شهر مستقر نمود. این تیم در رسیدن به هدف‌های خود ناکام ماند و بیشتر اعضای آن (۱۵۰ تا ۲۰۰ نفر)، به نوعی نابود شدند. کارلوس به همراه چند هم‌رستهٔ دیگر خود، همچون نیکولای گینوائیف و میخائیل ویکتور به پیشبرد مأموریت خود در شهر می‌پرداخت که در میان آن‌ها، نیکولای به عنوان سردستهٔ تیم، اهداف خودخواهانه‌ای در سر می‌پروراند.
در این میان، شرکت آمبرلا با فرستادن نمسیس تصمیم داشت تا تمامی افسران گروه استارز را نابود کند. از دیدگاه آمبرلا، استارز بانی اصلی رسوایی شرکت آمبرلا بود. نمسیس در اداره پلیس شهر راکون با جیل روبه‌رو شد. نمسیس، نخست به سوی براد ویکرز حمله کرد و او را به راحتی از پای درآورد و سپس به جیل حمله نمود. این آغاز یک تعقیب و گریز طولانی مدت بود. جیل در چند قسمت از بازی مجبور بود تا از فرار دست کشیده و با نمسیس مبارزه کند، اما نمسیس با هر شکست نیز برمی‌خواست و به جیل حمله می‌کرد. در ادامه جیل متوجه می‌شود که می‌تواند با خبر کردن هلیکوپتر از طریق برج ساعت کلیسا، از شهر فرار کند و به کمک نیکولای فهمید که قطاری وجود دارد و می‌تواند آن‌ها را به این ناحیه برساند. اما نیکولای قطار را دست‌کاری کرده‌بود (بسته به واکنش‌های متفاوت بازی‌باز، نیکولای ممکن است زنده مانده یا کشته شود) به همین دلیل به جای برج ساعت در جایی نزدیک آن، به دیوار برخورد می‌کند جیل با تلاش‌های فراوان به برج ساعت می‌رسد و هلیکوپتر را خبر می‌کند، اما با شلیک موشکی توسط نمسیس، هلیکوپتر از بین رفته و جیل دچار ویروس می‌شود. در این میان کارلوس، پادزهر را یافته و جیل را نجات می‌دهد. در ادامه کارلوس متوجه شد که از جانب دولت آمریکا، برای پاک‌سازی شهر راکون، یک فروند جنگ‌افزار هسته‌ای به سمت شهر فرستاده شده است. کارلوس این موضوع را به اطلاع جیل رساند. با شنیدن این خبر، جیل به تکاپوی بیشتری برای خروج از شهر افتاد، اما همچنان نمسیس در تعقیب او بود. کارلوس توانست تا یک دستگاه بالگرد را برای گریز از شهر فراهم کند. جیل نیز سرانجام و پیش از وارد شدن به بالگرد، آخرین مبارزهٔ خود را با نمسیس انجام داد و او را با کمک اسلحه لیزری نابود کرد. درپایان، جیل و کارلوس موفق شدند، تا به همراه بری بارتون و با کمک بالگرد از شهر بگریزند. پس از فرار این سه نفر، شهر راکون، توسط بمب هسته‌ای از نقشهٔ جغرافیایی ایالات متحده پاک شد.

## شخصیت‌ها
هدایت گروه طراحی شخصیت‌های بازی را کنیچی یوئیدا بر عهده داشت. ماساکی یاماناکا، توموآکی سوگنو، شینجی یوتسونومیا، کومیکو سوئه‌کانه، آکیکو شیباتا و ماسائرو ناکئو اعضای گروه طراحی شخصیت‌های بازی بودند.
شخصیت اصلی بازی جیل ولنتاین است. جیل عضو پیشین گروه استارز و یکی از شهروندانی است که از ابتلاء به ویروس تی درامان مانده است. جیل ولنتاین در شهری گرفتار شده است که، بیشینه شهروندان آن، بر اثر ابتلاء به ویروس تی، به زامبی تبدیل شده‌اند. او تلاش می‌کند تا خود را از این شهر خارج کند، اما راهی دشوار را پیش رو دارد. شرکت آمبرلا به منظور کمک به پژوهشگران و شهروندان سالم، چند گروه نظامی را در قالب تیم‌های جستجو به شهر راکون فرستاد. یکی از این گروه‌ها، U.B.C.S بود. این گروه، خود به چند رستهٔ کوچک‌تر تقسیم می‌شدند. نیکولای گینوائیف فرماندهٔ یکی از رسته‌های گروه U.B.C.S بود. او وچند هم‌رستهٔ خود، افرادی بودند که با جیل ولنتاین برخورد کرده بودند. کارلوس اولیویرا نخستین فرد از این گروه بود که با جیل ولنتاین، به عنوان شهروندی سالم ملاقات کرد. سایر هم‌رسته‌های کارلوس، مانند میخائیل ویکتور و تایرل پاتریک و همچنین همکاران جیل ولنتاین، مانند براد ویکرز، افرادی بودند که نتوانستند زنده بمانند و از شهر خارج شوند.

جیل ولنتاین

| نام شخصیت        | قابل کنترل؟ | پست                    | نقش در بازی | وضعیت در کل داستان | نخستین پدیدآورنده | صداگذار در این بازی |
| ---------------- | ----------- | ---------------------- | --- | ------------------ | ----------------- | ------------------- |
| جیل ولنتاین      | بله         | گروه استارز / تیم آلفا | جیل ولنتاین، به عنوان یک شهروند سالم و مبتلا نشده به ویروس تی، در تلاش است تا از شهر راکون فرار کند. این شهر در محاصرهٔ زامبی‌ها بوده و جیل برای خروج از شهر، کار سختی را در پیش روی خود دارد. نمسیس اصلی‌ترین مانع و دشمن او در شهر است اما او سرانجام با کمک کارلوس از شهر خارج می‌شود.                                                       | زنده               | تاکاهیرو آریمیتسو | کاترین دیشر         |
| کارلوس اولیویرا  | بله         | یو.بی.سی.اس            | کارلوس اولیویرا یکی از اعضای گروه U.B.C.S است که برای نجات بازماندگان سالم، از جانب آمبرلا به شهر اعزام شده بود. جیل در ابتدا به او مشکوک بود زیرا آمبرلا را بانی اصلی طغیان شهر راکون می‌پنداشت، اما رفته رفته با کارلوس همراه شد. کارلوس اولیویرا تلاش زیادی برای خروج از شهر انجام داد و سرانجام نیز توانست خود و جیل را از شهر خارج کند. | زنده               |                   | وینس کوراتزا        |
| براد ویکرز       | خیر         | گروه استارز / تیم آلفا | براد ویکرز خلبان بالگرد تیم آلفای گروه استارز بود. او در همان ابتدای بازی مورد تهاجم زامبی‌ها قرار گرفت و مجروح شد. در ادامه نیز توسط نمسیس کشته شد. | مرده               |                   | ایوان سابا          |
| نیکولای گینوائیف | خیر         | یو.بی.سی.اس            | نیکولای فرماندهٔ یکی از تیم‌های اعزامی U.B.C.S بود. او فرماندهٔ کارلوس نیز بود. در طول بازی او تلاش دارد تا به هر شکل ممکن و به قیمت مرگ زیردستانش از شهر خارج شود. او به هرترتیب از شهر خارج می‌شود. | زنده               |                   | راجر هانیول         |
| میخائیل ویکتور   | خیر         | یو.بی.سی.اس            | ویکتور یکی از هم‌تیمی‌های کارلوس و نیکولای بود. او در اثر حملهٔ زامبی‌ها به شدت مجروح شده بود. در جریان حملهٔ نمسیس به جیل، او جان خود را فدا کرد و با نارنجک دستی، مانع از آسیب رساندن نمسیس به جیل شد و خودش نیز در همین ماجرا، کشته شد. | مرده               |                   | بندیکت کمپل         |

## دشمنان

تصویری از نمسیس

مهاجمان و دشمنان بازی رزیدنت ایول ۳: نمسیس، انسان‌ها یا موجودات سالمی بودند که پس از ابتلاء به ویروس تی، دچار جهش‌های ژنتیکی و تغییرات ساختاری در وضعیت فیزیکی خود شده‌اند. این مخلوقات که از زامبی‌ها، سگ‌های زامبی، عنکبوت‌های خون‌آشام، زالوهای خون‌آشام و هیولاهای بزرگتری مانند زالوی بزرگ و نمسیس تشکیل می‌شوند، از درجات سخت‌جانی و سرعت حمله متفاوتی برخوردارند. شیوهٔ حملهٔ آن‌ها نیز متنوع است اما در بیشتر موارد، سعی در ضربه زدن یا ایجاد جراحت در طعمهٔ خود دارند. بازیباز می‌تواند با اسلحه‌های سرد و گرمی که به دست می‌آورد، بر این دشمنان پیروز گردد. طراحی دشمنان و مهاجمان در این بازی را یوشینوری ماتسوشیتا انجام داد.
| نام               | توضیحات |
| ----------------- | --- |
| زامبی             | زامبی‌ها، شهروندانی هستند که از راه‌هایی چون گزش زامبی دیگر و تزریق مستقیم ویروس تی به وجود می‌آیند. زامبی‌ها سرعت پایینی دارند اما درجهٔ جان‌سختی آن‌ها بالاست. این موجودات با سلاح‌های گرم راحت‌تر کشته می‌شوند. زامبی‌ها دشمنان اصلی در این بازی هستند. نوع حملهٔ آن‌ها، حرکت به سمت هدف و مکیدن خون او است. |
| سگ‌های زامبی       | سگ‌های زامبی، سگ‌هایی معمولی بودند که به ویروس تی دچار شدند. آن‌ها ممکن است توسط سگ مبتلا گزیده شده باشند یا به شکل مستقیم، به ویروس تی دچار شده باشند. سرعت حملهٔ آن‌ها بالا بوده و از درجهٔ جان‌سختی کم‌تری نسبت به زامبی‌ها برخوردارند. نوع حملهٔ آن‌ها، حرکت به سمت هدف و ضربه زدن و مکیدن خون او است. |
| کلاغ‌های خون‌آشام   | کلاغ‌های خون‌آشام، کلاغ‌هایی عادی هستند که به ویروس تی مبتلا شده‌اند. آن‌ها ممکن است توسط کلاغ مبتلا، گزیده شده باشند یا به شکل مستقیم به ویروس تی دچار شده باشند. سرعت حملهٔ این موجودات بسیار بالا است اما درجهٔ سخت‌جانی آن‌ها بسیار ناچیز است. نوع حملهٔ آن‌ها، حرکت به سمت هدف و ضربه زدن و مکیدن خون او است. |
| عنکبوت‌های خون‌آشام | عنکبوت‌های خون‌آشام، موجوداتی هستند که به ویروس تی دچار شده‌اند. آن‌ها ممکن است توسط عنکبوت مبتلا، گزیده شده باشند یا به شکل مستقیم به ویروس تی دچار شده باشند. سرعت حملهٔ این موجودات پایین است اما درجهٔ سخت‌جانی آن‌ها بسیار بالا است. نوع حملهٔ آن‌ها، حرکت به سمت هدف و پرتاب کردن نوعی سم به او است. |
| زالوی خون‌آشام     | زالوهای خون‌آشام، موجوداتی هستند که توسط همسانان بیمار خود به ویروس تی مبتلا شدند یا به شکل مستقیم، این ویروس به آن‌ها تزریق شده است. سرعت حملهٔ این موجودات بالا است اما درجهٔ سخت‌جانی آن‌ها پایین است. نوع حملهٔ آن‌ها، حرکت به سمت هدف و مکیدن خون او است. |
| هانتر             | هانترها، موجوداتی هستند که از تزریق ویروس تی به تخم خزنده و استخراج DNA خزندهٔ مبتلا به ویروس تی و تزریق آن به یک انسان سالم پدید آمده‌اند. سرعت حملهٔ و درجهٔ سخت‌جانی این موجودات بسیار بالا است. نوع حملهٔ آن‌ها، ضربه زدن به هدف خود است. |
| نمسیس             | نمسیس، غول‌آخر و دشمن اصلی جیل ولنتاین در این بازی است. نمسیس یک تایرانت تکامل یافته است. این موجود از تزریق ویروس تی درجه سوم و انگل ان‌ئی-آلفا به بدن یک انسان، پدید آمده است. او بسیار سخت‌جان و هوشمند است و در طول بازی همواره در تعقیب جیل است. حتی با چندین مرتبه شکست نیز، جیل را رها نکرد. نمسیس در نهایت و با سختی فراوان و با کمک اسلحهٔ لیزری بسیار قدرتمند شکست خورد. نوع حمله او، به دلیل هوشمندی بالا نسبت به سایر مهاجمان، متفاوت است. اما همواره با وارد آوردن ضربه و ایجاد صدمه در هدف خود، او را از پای درمی‌آورد. |

### وجه تسمیهٔ نمسیس
نمسیس در اسطوره‌شناسی یونانی، دومین الههٔ پیشدادی یونانی است که از آتیک برخاست. در اساطیر یونانی، نمسیس الههٔ خشم و انتقام دانسته می‌شد. در باور یونانیان باستان، نمسیس خدای مجازات‌گری بود که بر گناه‌کاران خشم گرفته و از آن‌ها انتقام می‌گرفت. در باور مردم آن دوران، این الههٔ زن، با مردان ریاکار، متجاوز و جنایت‌کار برخورد می‌کرد و آن‌ها را به سزای کارهایشان می‌رسانید. در سری بازی‌های رزیدنت ایول و در سه نسخهٔ نخست این بازی، هیولاهایی با نام تایرنت، همواره به نبرد با قهرمانان داستان می‌پرداختند. در نسخهٔ نخست این سری، بازیباز در نقش کریس ردفیلد و جیل ولنتاین بایستی خط داستانی را آغاز و دنبال کنند که همواره در این داستان، در حال مبارزه با شرکت آمبرلا باشند. این شرکت، به شکل غیرقانونی به فعالیت‌های بیولوژیکی و ایجاد جهش‌های زنتیکی، به منظور ایجاد یک جنگ بیولوژیکی می‌پرداخت. کریس ردفیلد و جیل ولنتاین، در پایان داستان نسخهٔ نخست این سری، از این هدف آمبرلا آگاه شدند و در تلاش برای رسوا نمودن این شرکت برآمدند. آن دو که به عنوان عضوی از گروه استارز محسوب می‌شدند، مجبور بودند تا برای رسیدن به هدف خود، با مخلوقات جهش‌یافتهٔ شرکت آمبرلا مبارزه کنند. پس از پایان رخدادهای بازی نخست این سری، آمبرلا خود را بیش از همیشه در خطر رسوایی می‌دید و به همین منظور، با خلق تایرانتی هوشمند به نام نمسیس، تلاش کرد از بانیان رسوایی خود؛ یعنی اعضای گروه استارز انتقام بگیرد. این تایرانت که به منظور گرفتن انتقام آمبرلا از اعضای گروه استارز بود، به دلیل روش جدید در خلق آن، از هوش بالاتری نسبت به تایرانت‌های دیگر برخوردار بود. این هیولا، الههٔ انتقام آمبرلا، از گروه استارز بود.

## طراحی و ساخت
در ۷ آوریل ۱۹۹۹ اعلام شد که طرفداران سری بازی‌های رزیدنت ایول، انتظار طولانی را برای مشاهدهٔ نسخهٔ بعدی این سری تحمل نخواهند کرد و به زودی این بازی منتشر می‌شود. زمزمه‌های عرضه بازی داینو کرایسیس این شبهه را برای طرفداران سری ایجاد کرد که برای انتشار نسخهٔ بعدی رزیدنت ایول، باید انتظار بیشتری را متحمل شوند. اما کپ‌کام با انتشار تقویم جامع خود، در زمینهٔ زمان و نوع محصولات جدید خود، از بازی جدیدی برای سری رزیدنت ایول یاد کرد که ۲۴ ساعت پیش از داستان‌های بازی پیشین آغاز و پایان آن، پس از اتمام داستان بازی پیشین است. پس از موفقیت قابل توجه بازی رزیدنت ایول ۲، کپ‌کام در تدارک ایجاد یک بازار مناسب برای نسخهٔ بعدی این سری بود. کپ‌کام در تلاش برآمد تا، داستان نسخهٔ بعدی این بازی را، به دلیل اقبال بالای عمومی از بازی پیشین، پیرامون شهر راکون و طغیان این شهر قرار دهد. شخصیت اصلی بازی، جیل ولنتاین از نسخهٔ نخست سری بود. مهارت‌های جدیدی به شخصیت قابل کنترل اضافه شد؛ از جمله توانایی جاخالی از دشمنان، چرخش ۱۸۰ درجه‌ای و تدارک اسلحه‌های گوناگون برای او، ویژگی‌هایی بود که باید با کمک آن‌ها، از میان دشمنان خود پیروز بیرون می‌آمد. اما مشکل بزرگ او نمسیس خواهد بود. نمسیس تایرنتی هوشمند و بسیار مصمم بود که همواره در تعقیب جیل بوده و دلهره‌ای دائمی را برای او پدیدمی‌آورد. در بیشتر مراحل ساخت این بازی، از آن به عنوان رزیدنت ایول ۱٫۹ یاد می‌شد. اما سه ماه مانده به عرضه بازی، نام آن به رزیدنت ایول ۳ تغییر یافت. یوشیکی اوکاموتو نام نخست را بیانگر این هدف دانست که رزیدنت ایول ۱٫۹ به معنی حفظ عنوان نخستین سه‌گانه، برای پلی‌استیشن ۱ و بیانگر رخ دادن رویدادهای بازی، پیش از رویدادهای بازی رزیدنت ایول ۲ بوده است. برنامه‌ریزی برای نویسندگی بازی، برخلاف بیشتر بازی‌های این سری که توسط اعضای شاخص شرکت کپ‌کام صورت می‌گرفت، این بار توسط یکی از اعضای بی‌تجربه و تازه‌وارد این شرکت، یعنی یاسوهیسا کاوامورا انجام گرفت. کارگردانی این بازی را کازوهیرو آئویاما و ساخت موسیقی را ماسامی اوئیدا انجام دادند.
| سمت              | نام               |
| ---------------- | ----------------- |
| کارگردان         | کازوهیرو آئویاما  |
| مدیر تولید       | یوشیکی اوکاموتو   |
| جنرال تولید      | نوریتاکا فونامیزو |
| ساخت موسیقی      | سائوری مائیدا     |
| رئیس ساخت موسیقی | ماسامی اوئدا      |
| تولیدکننده       | شینجی میکامی      |
| طراحی صدا        | تومویوکی کاواکامی |
| رئیس طراحی صدا   | واتارو هاما       |
| طراح صدا         | برایان فردریکسون  |

## انتشار

### پلی‌استیشن ۱
این بازی برای نخستین بار برای کنسول پلی‌استیشن و با عنوان نسخهٔ پلی‌استیشن در ۲۲ سپتامبر ۱۹۹۹ در ژاپن منتشر شد. گرافیک این بازی، نسبت به دو بازی پیشین این سری، بهبود یافته‌تر ارزیابی شد. از ویژگی‌های این نسخه، آزاد شدن لباس پس از پایان بازی بود که از یک بوتیک قابل دسترسی می‌باشد. بخش‌هایی چون اپیلاگ و بازی کوتاه مزدوران نیز با به پایان رسانیدن بازی آزاد می‌شدند. اپیلاگ‌ها، پرونده‌هایی کوتاه از سرگذشت شخصیت‌های مشهور این سری بود که با به پایان رساندن بازی در درجات سختی متفاوت آزاد می‌شدند. مجموع این پرونده‌ها ۸ پرونده بود. بازی کوتاه مزدوران نیز به عنوان یک بازی جایزه‌ای، از سه شخصیت قابل انتخاب، برای انجام یک بازی کوچک بوده که بازیباز باید بسته به ویژگی‌های شخصیت مورد نظر، بازی را با در نظر گرفتن محدودیت‌های زمانی و پولی به پایان برساند.
| عنوان                                                       | انتشار دهنده     | شماره ثبت         | تاریخ انتشار    | محل انتشار |
| ----------------------------------------------------------- | ---------------- | ----------------- | --------------- | ---------- |
| بایوهزرد ۳: آخرین فرار                                      | کپ‌کام            | SLPS-۰۲۳۰۰        | ۲۲ سپتامبر ۱۹۹۹ | ژاپن       |
| رزیدنت ایول ۳: نمسیس                                        | کپ‌کام            | SLUS-۰۰۹۲۳        | ۱۱ نوامبر ۱۹۹۹  | آمریکا     |
| رزیدنت ایول ۳: نمسیس (به همراه پیش‌نمایش بازی داینو کرایسیس) | کپ‌کام            | SLUS-00923D/۹۰۰۶۶ | ۱۱ نوامبر ۱۹۹۹  | آمریکا     |
| رزیدنت ایول ۳: نمسیس (Greatest Hits)                        | کپ‌کام            | SLUS-00923/GH     | ۲۰۰۰            | آمریکا     |
| رزیدنت ایول ۳: نمسیس                                        | آیدوس اینتراکتیو | SLES-۰۲۵۲۹        | ۱۷ مارس ۲۰۰۰    | اروپا      |
| بایوهزرد ۳: آخرین فرار (CapKore)                            | کپ‌کام            | SLPM-۸۷۲۲۴        | ۲۳ ژانویه ۲۰۰۳  | ژاپن       |
| بایوهزرد ۳: آخرین فرار (PSOne Classics)                     | کپ‌کام            | ...               | ۲۴ دسامبر ۲۰۰۸  | ژاپن       |
| رزیدنت ایول ۳: نمسیس (PSOne Classics)                       | کپ‌کام            | ...               | ۳ دسامبر ۲۰۰۹   | آمریکا     |

### رایانه شخصی
نسخهٔ مایکروسافت ویندوز بازی رزیدنت ایول ۳: نمسیس، برای نخستین بار در ۱۶ ژوئن ۲۰۰۴ و در ژاپن منتشر شد که پس از انتشار در ژاپن، نسخه‌های اختصاصی برای مناطق دیگر نیز عرضه شد. از ویژگی‌های ذکرشده برای نسخهٔ ویندوز این بازی، بهبود گرافیک سه‌بعدی، تاریک‌تر شدن فضای گیم‌پلی، تغییر در نویسه‌های بازی، افزوده شدن چند لباس جدید برای شخصیت جیل و امکان استفاده از آن‌ها در همان آغاز بازی و امکان استفاده از بخش‌هایی چون اپیلاگ، در آغاز بازی است. البته با هربار به پایان رساندن بازی در سطوح دشواری متفاوت، یک اپیلاگ آزاد می‌گردد. در مجموع، تعداد اپیلاگ‌ها، ۸ پرونده است.
| عنوان                                              | انتشار دهنده     | شماره ثبت     | تاریخ انتشار   | محل انتشار |
| -------------------------------------------------- | ---------------- | ------------- | -------------- | ---------- |
| بایوهزرد ۳: آخرین فرار                             | DigiCube         | ۴۵۱۶۶۴۷۰۰۲۲۱۶ | ۲۰۰۱           | ژاپن       |
| بایوهزرد ۳: آخرین فرار (به همراه دسته بازی یواس‌بی) | Media Kite       | ?             | ۱۶ ژوئن ۲۰۰۰   | ژاپن       |
| رزیدنت ایول ۳: نمسیس                               | آیدوس اینتراکتیو | ?             | ۲۴ نوامبر ۲۰۰۰ | اروپا      |
| رزیدنت ایول ۳: نمسیس                               | کپ‌کام            | ?             | ۱۶ آوریل ۲۰۰۱  | آمریکا     |
| بایوهزرد ۳: آخرین فرار                             | مدیا کایت        | ?             | ۸ ژوئن ۲۰۰۱    | ژاپن       |
| بایوهزرد ۳: آخرین فرار (دی‌وی‌دی)                    | مدیا کایت        | ?             | ۹ آوریل ۲۰۰۴   | ژاپن       |

### دریم‌کست
رزیدنت ایول ۳: نمسیس در زمستان ۲۰۰۰ برای کنسول دریم‌کست نیز عرضه شد. این نسخه از بازی، شباهت بالایی با نسخهٔ ویندوز دارد. دو لباس جدید اضافی در کنار لباس‌های پیش‌فرض که از آغاز بازی، امکان استفاده از آن‌ها فراهم است. در کنار این ویژگی، بازی کوتاه مزدوران و اپیلاگ‌ها نیز از ابتدا قابل دسترس هستند که باید با پایان بردن بازی، آن‌ها را کامل کرد. این ویژگی‌ها از شباهت‌های این نسخه با نسخهٔ ویندوز است. این نسخه از بازی، از گرافیک و نورپردازی روشن‌تری نسبت به نسخه‌های دیگر برخوردار است.
| عنوان بازی             | انتشاردهنده       | کد         | تاریخ انتشار   | منطقه  |
| ---------------------- | ----------------- | ---------- | -------------- | ------ |
| بایوهزرد ۳: آخرین فرار | کپ‌کام             | T-1222M    | ۱۶ نوامبر ۲۰۰۰ | ژاپن   |
| رزیدنت ایول ۳: نمسیس   | کپ‌کام             | T-1220N    | ۱۷ نوامبر ۲۰۰۰ | آمریکا |
| رزیدنت ایول ۳: نمسیس   | ویرجین اینتراکتیو | T-7021D-۵۶ | ۲۱ دسامبر ۲۰۰۰ | اروپا  |

### گیم‌کیوب
نسخهٔ گیم‌کیوب بازی رزیدنت ایول ۳: نمسیس در ژانویه ۲۰۰۳ منتشر شد. این نسخه از بازی، یک اقتباس مستقیم از نسخهٔ منتشر شده برای پلی‌استیشن بوده و دو لباس اضافی جدید، امکان انتخاب لباس از آغاز بازی و امکان دسترسی به بخش‌هایی چون اپیلاگ و بازی کوتاه مزدوران، همانند نسخهٔ پلی‌استیشن بوده و امکان استفاده از آن‌ها از آغاز بازی وجود ندارد. اما با این حال، گرافیک سه‌بعدی در این نسخه دچار پیشرفت فراوانی شد و کیفیت میان‌پرده‌های بازی، در بالاترین سطح در میان دیگر نسخه‌های بازی بود.
| عنوان بازی             | انتشاردهنده | کد           | تاریخ انتشار   | منطقه  |
| ---------------------- | ----------- | ------------ | -------------- | ------ |
| رزیدنت ایول ۳: نمسیس   | کپ‌کام       | DOL-GLEE-USA | ۱۵ ژانویه ۲۰۰۳ | آمریکا |
| بایوهزرد ۳: آخرین فرار | کپ‌کام       | DOL-GLEJ-JPN | ۲۳ ژانویه ۲۰۰۳ | ژاپن   |
| رزیدنت ایول ۳: نمسیس   | کپ‌کام       | DOL-GLEP-EUR | ۳۰ مه ۲۰۰۳     | اروپا  |

## ویژگی‌ها

### گرافیک
گرافیک این بازی نسبت به نسخه‌های پیشین پیشرفت‌های آشکار و محسوسی داشته است. شهر راکون، با هنرمندی خاصی طراحی شده و زامبی‌ها و سایر دشمنان در طول بازی، همراه با پیشرفت‌های گرافیکی، دچار تفاوت‌های مثبتی با نسخه‌های پیشین شده‌اند. خودروها، ساختمان‌ها، خیابان‌ها، پل‌ها و پیاده‌روها و شیشه‌های شکسته، همگی به بهترین شکل، حس انهدام و تباهی یک شهر پر رونق را نمایش می‌دهند. شخصیت‌های بازی نیز به نسبت شخصیت‌های نسخه‌های پیشین، دچار پیشرفت‌های گرافیکی و فنی محسوسی شده‌اند. جیل ولنتاین، به نسبت حضور خود در نسخهٔ نخست، دارای شمایل جذاب‌تر و فیزیک منعطف‌تری شده است. دیگر شخصیت‌های بازی و حتی شخصیت‌های فرعی نیز از طراحی فنی پیشرفته و باکیفیتی برخوردارند. در نیمه دوم بازی، بارش باران و شعله‌های آتش، صحنه‌های بدیعی را برای یک بازی ویدئویی پدیدآورده است که به لحاظ گرافیک، از استانداردهای فنی بالایی برخوردار است. میان‌پرده‌های بازی نیز به شکل حیرت‌آوری نسبت به دو نسخهٔ پیشین پیشرفت فنی داشته است و ویژگی‌های طبیعی در این میان‌پرده‌ها پررنگ شده است. هدایت گروه طراحی گرافیکی برای پیش‌زمینهٔ گیم‌پلی بازی را، میهو هامانو و هیروشی شیباتا انجام دادند و طراحی کلی آن توسط مونه‌یوکی کوته‌گاوا انجام شد.

### صداگذاری
به مانند همیشه، در این بازی نیز، استفاده از تکنیک‌های صداگذاری، نقش پررنگی را در ایجاد یک ترس و دلهرهٔ پایدار بر عهده دارد. جلوه‌های صوتی نیز همانند جلوه‌های گرافیکی، از پیشرفت فنی بسیار محسوسی نسبت به دو نسخهٔ پیشین برخوردار است. شکستن شیشه‌ها، قدم زدن دشمنان، صدای فریاد زامبی‌ها و سگ‌ها، صدای قدم زدن جیل، صدای بارش باران، آتش و دیگر پدیده‌های طبیعی و سرانجام، صدای نمسیس، همه و همه به میزان درجهٔ ترسناکی بازی افزوده است. صداگذاری شخصیت‌های بازی نیز با در نظر گرفتن کامل ویژگی‌های شخصیت ویدئویی انجام گرفته است، گرچه در دوبلهٔ به انگلیسی مشکلاتی وجود دارد. مشکلاتی که گاه ممکن است طعنه‌آمیز و خنده‌دار باشد.

## بازتاب‌ها
| گردآورنده  | امتیاز                                                              |
| ---------- | ------------------------------------------------------------------- |
| گیم‌رنکینگز | ‎PS:‏ ۸۸٪ (۳۶ نقد) ‎DC:‏ ۸۱٪ (۲۰ نقد) ‎PC:‏ ۷۵٪ (۱۴ نقد) ‎GC:‏ ۶۴٪ (۱۹ نقد) |
| متاکریتیک  | ‎DC:‏ ۷۹٪ (۱۳ نقد) ‎PC:‏ ۷۱٪ (۸ نقد) ‎GC:‏ ۶۲٪ (۱۴ نقد)                   |

| ناشر       | امتیاز                                                   |
| ---------- | -------------------------------------------------------- |
| وان‌آپ.کام  | GC: C                                                    |
| آل‌گیم      | PS: · DC: · PC: · GC:                                    |
| سی‌وی‌جی     | PS: · DC:                                                |
| گیم‌پرو     | PS: · DC و GC:                                           |
| گیم رولیشن | PS: A- DC: C                                             |
| گیم‌اسپات   | ‎PS:‏ ۸٫۸ از ۱۰ ‎DC:‏ ۸٫۳ از ۱۰> ‎PC:‏ ۶٫۹ از ۱۰ ‎GC:‏ ۴٫۷ از ۱۰ |
| گیم‌اسپای   | GC:                                                      |
| آی‌جی‌ان     | ‎PS:‏ ۹٫۴ از ۱۰ ‎DC:‏ ۸ از ۱۰ ‎PC:‏ ۷٫۶ از ۱۰ ‎GC‏ ۵ از ۱۰       |
| ام! گیمز   | ‎PS:‏ ۸۸ از ۱۰۰ ‎DC:‏ ۷۹ از ۱۰۰ ‎PC:‏ ۷۱ از ۱۰۰ ‎GC:‏ ۶۰ از ۱۰۰  |
| پی‌سی زون   | ۸٫۱ از ۱۰                                                |

آل‌گیم در نقدهای خود بر این بازی، آن را در مجموع، یک بازی خوب در سبک ترس و بقا دانسته و اضافه کرد، حضور نمسیس یک ویژگی جدید و مثبت در این بازی ترسناک است. آل‌گیم به ویژگی‌های جدید همچون وجود بستهٔ سه‌تایی اسپری، چرخش ۱۸۰درجه‌ای، با فشردن دکمه‌های ترکیبی اشاره کرد و از آن به عنوان یک نوآوری مثبت یاد کرد. این وب‌سایت تصریح کرد، شیوهٔ کنترل شخصیت بازی توسط بازیباز، همانند بازی‌های پیشین، اما با افزودن برخی امکانات جدید همراه بوده است. آل‌گیم در ادامه، از ویژگی جاخالی شخصیت، که در سری‌های پیشین وجود نداشت، تمجید کرد و آن را در کنار ویژگی انتخاب دوگانه در برابر تهدیدات؛ آن را از ویژگی‌های نوآورانه و داغ بازی ذکر کرد. آل‌گیم به بحث تعداد سلاح‌ها و خشاب‌ها نیز پرداخته و از امکان جدید ترکیب پودرها برای ساخت خشاب هم یاد نموده و طرفداران سری را به انجام این بازی ترغیب کرده است.
کامپیوتر اند ویدئو گیمز نیز در نقدهای خود، این بازی را یکی از هیجان انگیزترین تجربه‌های طرفداران این سری دانست و اضافه کرد، میزان خشونت و به تصویر کشیدن مواردی چون خون و پرداختن به اصل ایجاد وحشت، در این بازی وجود دارد. این مجله همچنین به تمجید از ایدهٔ حضور شخصیت نمسیس در بازی پرداخت و آن را برای ایجاد یک بازی ترسناک‌تر، یک پدیدهٔ مثبت ارزیابی کرد. این نشریه تصریح کرد که این هیولا به خوبی، و با تعقیب و گریزهای خود، هراسی دائمی را برای بازیباز ایجاد می‌کند. یوروگیمر نیز به مسئلهٔ وجود مقادیر زیادی خشاب و اسلحه در بازی اشاره دارد و اضافه می‌کند، این مزیت، در مکان‌های شلوغ، برای بازیباز می‌تواند یک نقطه اتکا باشد.
گیم‌پرو گرافیک این بازی را خوب توصیف کرده و عناصری چون نمسیس، زامبی‌ها و سایر مهاجمان را بخشی از گرافیک خوب بازی دانسته است. این وب‌سایت از نمسیس به عنوان یک ماشین وحشت نام برده و آن را یک دلهرهٔ دائمی در طول بازی دانسته است. گیم‌رولوشن به بحث تنوع در میان مهاجمان اشاره کرده و طراحی کردن چندین نوع زامبی، ازجمله زامبی‌های زن را مناسب دانسته است. این وب‌سایت در ادامه پرداختن به بحث مهاجمان بازی، از وجود عنکبوت‌های زامبی، کلاغ‌ها، هانترها و نمسیس به عنوان یک نقطه قوت و برطرف‌کنندهٔ یک‌نواختی در بازی عنوان کرده است. ارزیابی از داستان بازی نیز مثبت اعلام و آن را در کنار صداگذاری بسیار خوب، نقطه قوتی در میان بازی‌های سبک ترس و بقا می‌داند. از دیدگاه این وب‌سایت، بازی رزیدنت ایول ۳: نمسیس، بهترین بازی در میان سه‌گانهٔ نخست می‌باشد.
وبگاه گیم‌اسپات نیز نقدهای مثبتی به این بازی وارد کرده است. این وب‌سایت، به ویژگی سازوکار جدید برای دریافت و استفاده از مهمات اشاره کرده و آن را یک پدیده، که پیش از این در این سری وجود نداشته، عنوان کرده است. تنوع مهاجمان نیز از دیگر مباحث مطرح است که توسط گیم‌اسپات بدان پرداخته شده و از حضور نمسیس نیز استقبال شده است. این وب‌سایت میزان وجود معماها در بازی را مناسب و درجهٔ سختی آن را با توجه به درجات سختی بازی، مطلوب ارزیابی کرده است.
آی‌جی‌ان گرافیک این بازی را نسبت به بازی‌های پیشین این سری، بسیار پیش‌رفته و روبه جلو دانسته و برای اثبات ادعای خود، مقایسهٔ میان این بازی‌ها را به لحاظ فنی ذکر کره است. این وب‌سایت، همچنین به میان‌پرده‌های بازی نیز پرداخته و کیفیت آن‌ها را مطلوب و بسیار عالی، حداقل در مقایسه با بازی‌های پیشین این سری دانسته است. آی‌جی‌ان، از صداگذاری این بازی نیز تمجید به عمل آورده و آن را یکی از دلایل بالا بودن میزان ترس و دلهره، در جریان بازی دانسته است.
نشریه بازی‌نما نیز در نقدی، نکات بارز این بازی را گرافیک خوب و داستان جذاب و خصوصاً جو گیرای آن دانسته که شدیداً حس دلهره را در بازیکن تحریک می‌کند. قسمت بعدی بازی که با نام رزیدنت ایول ۴ عرضه شد و تغییرات بسیاری را به‌خود دید که باعث رنجش طرفداران این سری شد، ولی سری رزیدنت ایول خصوصاً همین نسخه و نسخهٔ چهارم، قطعاً یکی از بزرگ‌ترین گسترش دهندگان روند بازی سوم شخص در دههٔ اخیر به حساب می‌آیند.
این بازی تا ۳۱ مارس ۲۰۱۱ به عنوان ششمین بازی پرفروش تاریخ شرکت کپ‌کام با ۳٫۵ میلیون نسخه اعلام شد.

## آثار مرتبط

### رمان‌ها
رزیدنت ایول: نمسیس (به انگلیسی: Resident Evil: Nemesis) پنجمین رمان اس. دی. پری از مجموعهٔ رمان‌های رزیدنت ایول است که در ۱ اکتبر ۲۰۰۰ منتشر شد.
این رمان، برگرفته از داستان بازی رزیدنت ایول ۳: نمسیس است و شخصیت محوری و قهرمان اصلی داستان آن، جیل ولنتاین می‌باشد. زامبی‌ها، حیوانات جهش‌یافته و سلاح‌های بیولوژیکی، توسط شرکت آمبرلا ایجاد شده بودند و شهر راکون را به مرز تباهی خواهند کشاند. این شهر به عنوان پایگاه اصلی شرکت آمبرلا برای انجام آزمایش‌های غیرقانونی بیولوژیکی تبدیل شده بود. طی رخدادهای پیش‌بینی نشده‌ای، ویلیام برکین پس از جهش ژنتیکی به‌وسیلهٔ ویروس جی، نمونه ویروس تی را در فاضلاب انداخته و و با این کار، شهر راکون را به انباری از موجودات خون‌آشام بدل می‌کند. جیل ولنتاین، به عنوان شهروند و عضو سابق گروه استارز، تلاش می‌کند تا از شهر بگریزد، اما آمبرلا چشم به نابودی اعضای گروه گروه استارز و جیل ولنتاین، به عنوان عضوی از این گروه دارد؛ بنابراین، آمبرلا با فرستادن قدرتمندترین تایرنت خود، نمسیس سعی در عملی‌سازی نقشهٔ خود، برای نابودی اعضای گروه استارز دارد. نمسیس به عنوان یک هیولای مصمم و جیل به عنوان طعمه‌ای رام‌نشدنی، داستان این رمان را روایت می‌کنند.

### فیلم‌ها

سیه‌نا گیلری در نقش جیل ولنتاین در فیلم رزیدنت ایول: آخرالزمان (۲۰۰۴)

رزیدنت ایول: آخرالزمان (به انگلیسی: Resident Evil: Apocalypse) فیلم سینمایی است که برگرفته از داستان مجموعه بازی‌های رزیدنت ایول است. این فیلم، شباهت‌های زیادی با بازی رزیدنت ایول ۳: نمسیس دارد. مکان رخ دادن داستان فیلم همانند داستان بازی، در شهر راکون است. داستان فیلم، همانند داستان این بازی، روایتگر طغیان شهر راکون توسط شیوع ویروس تی و تبدیل شهروندان به زامبی‌ها است. در این میان، جیل ولنتاین نیز به عنوان یکی از شهروندان، در این زمان در شهر حضور دارد. از شباهت‌های دیگر این فیلم با بازی، حضور اداره پلیس شهر راکون و همچنین گروه استارز در داستان این فیلم است. جیل ولنتاین نیز، همانند بازی رزیدنت ایول ۳: نمسیس، در داستان فیلم نیز به عنوان عضو سابق استارز معرفی می‌شود. حضور شخصیت نمسیس نیز از دیگر شباهت‌ها میان فیلم و بازی است. حضور نمسیس در داستان این فیلم، همانند حضور او در بازی، به منظور نابود کردن اعضای گروه استارز، با برنامه‌ریزی و طراحی شرکت آمبرلا است. برخلاف داستان روایت شده در بازی رزیدنت ایول ۳: نمسیس، که جیل ولنتاین شخصیت محوری بود، در این فیلم آلیس شخصیت محوری را ایفا می‌کند. در پایان فیلم نیز، همانند پایان بازی، شهر راکون توسط بمب هسته‌ای نابود می‌شوند، اما قهرمانان فیلم موفق می‌شوند تا پیش از انهدام شهر، از آن فرار کنند. برخلاف داستان بازی که در آن، جیل ولنتاین، کارلوس اولیویرا و بری بارتون توانستند از شهر بگریزند، در پایان داستان این فیلم، آلیس، جیل ولنتاین، کارلوس اولیویرا و آنجلا آشفورد موفق به فرار از شهر شدند.

### نسخهٔ بازخلق
نسخه‌ای بازخلق شده با عنوان رزیدنت ایول ۳ در سال ۲۰۲۰ عرضه شد. این بازی از زاویهٔ دید سوم شخص بر روی شانه انجام می‌شود و با استفاده از موتور اختصاصی RE کپ‌کام اجرا می‌شود. اگرچه این بازی بنیاد و اساس اصلی خود را حفظ کرده است، اما بسیاری از قسمت‌ها به نفع داستانی متمرکزتر بازنگری شدند. برخی از ویژگی‌ها مانند پایان‌های چندگانه بازی اصلی، چندین مکان و حالت بازی مزدوران - عملیات: شغال دیوانه حذف شدند. بازی به‌طور کلی با واکنش‌های مثبتی از سوی منتقدان همراه بود.

## برابرها
1. ↑  Jill Valentine
2. ↑  Special Tactics And Rescue Service
3. ↑  Raccoon City
4. ↑  Spencer Estate
5. ↑  Zombies
6. ↑  T-Virus
7. ↑  Hunter
8. ↑  Web Spinner
9. ↑  Cerberus
10. ↑  Sliding Worm & Gravedigger
11. ↑  Crow
12. ↑  Nemesis
13. ↑  Typewriter
14. ↑  Ink Ribbon
15. ↑  Survival Horror
16. ↑  Key & Items
17. ↑  Maps
18. ↑  Weapons
19. ↑  Herbs & F.A Spray
20. ↑  Item Box
21. ↑  Safe Room
22. ↑  Epilogue
23. ↑  The Mercenaries
24. ↑  Carlos Oliveira
25. ↑  Nicholai Ginovaef
26. ↑  Mikhail Victor
27. ↑  Brad Vickers